# Пуршево
Пу́ршево (рос. Пуршево) — присілок у складі Балашихинського міського округу Московської області, Росія.

## Населення
Населення — 2055 осіб (2010; 2163 у 2002).
Національний склад (станом на 2002 рік):
- росіяни — 94 %